# Liste der Torschützenkönige der Scottish Premier League
Die Liste der Torschützenkönige der Scottish Premier League führt alle Torschützenkönige der höchsten Spielklasse in der Premier League seit deren Gründung 1999 bis zum Jahr 2013 auf. Im weiteren Teil werden die erfolgreichsten Spieler, Vereine und Nationen genannt. Torschützenkönig wird derjenige Spieler, der im Verlauf einer Saison die meisten Tore erzielt. 

## Liste der Torschützenkönige
- Saison: Nennt die Saison, in welcher der Spieler Torschützenkönig wurden.
- Spieler: Nennt den Spielernamen des Torschützenkönigs.
- Nationalität: Nennt die Nationalität des Torschützenkönigs.
- Verein: Nennt den Verein, für den der Spieler in der betreffenden Saison gespielt hat. Grün markierte Vereine konnten dabei die Meisterschaft gewinnen.
- Tore: Nennt die Anzahl der Tore, die der Spieler in der Saison erzielt hat. Der grün markierte Wert ist der Höchstwert.

| Saison    | Spieler        | Nationalität | Verein          | Tore |
| --------- | -------------- | ------------ | --------------- | ---- |
| 1998/99   | Henrik Larsson | Schweden     | Celtic Glasgow  | 29   |
| 1999/2000 | Mark Viduka    | Australien   | Celtic Glasgow  | 25   |
| 2000/01   | Henrik Larsson | Schweden     | Celtic Glasgow  | 35   |
| 2001/02   | Henrik Larsson | Schweden     | Celtic Glasgow  | 29   |
| 2002/03   | Henrik Larsson | Schweden     | Celtic Glasgow  | 28   |
| 2003/04   | Henrik Larsson | Schweden     | Celtic Glasgow  | 30   |
| 2004/05   | John Hartson   | Wales        | Celtic Glasgow  | 25   |
| 2005/06   | Kris Boyd      | Schottland   | Glasgow Rangers | 32   |
| 2006/07   | Kris Boyd      | Schottland   | Glasgow Rangers | 20   |
| 2007/08   | Scott McDonald | Australien   | Celtic Glasgow  | 25   |
| 2008/09   | Kris Boyd      | Schottland   | Glasgow Rangers | 27   |
| 2009/10   | Kris Boyd      | Schottland   | Glasgow Rangers | 23   |
| 2010/11   | Kenny Miller   | Schottland   | Glasgow Rangers | 21   |
| 2011/12   | Gary Hooper    | England      | Celtic Glasgow  | 24   |
| 2012/13   | Michael Higdon | England      | FC Motherwell   | 26   |

## Ranglisten

### Titelgewinne nach Spieler
- Rang: Nennt die Platzierung des Spielers, welche sich nach Anzahl seiner errungenen Auszeichnungen richtet. Bei gleicher Anzahl wird alphabetisch nach dem Familiennamen sortiert.
- Spieler: Nennt den Namen des Spielers.
- Anzahl: Nennt die Anzahl der errungenen Titel des Torschützenkönigs.
- Spielzeiten: Nennt die Spielzeit, in denen der Spieler Torschützenkönig wurde.

| Rang | Spieler        | Anzahl | Spielzeiten                                 |
| ---- | -------------- | ------ | ------------------------------------------- |
| 1.   | Henrik Larsson | 5      | 1998/99, 2000/01, 2001/02, 2002/03, 2003/04 |
| 2.   | Kris Boyd      | 4      | 2005/06, 2006/07, 2008/09, 2009/10          |
| 3.   | John Hartson   | 1      | 2004/05                                     |
|      | Michael Higdon | 1      | 2012/13                                     |
|      | Gary Hooper    | 1      | 2011/12                                     |
|      | Scott McDonald | 1      | 2007/08                                     |
|      | Kenny Miller   | 1      | 2010/11                                     |
|      | Mark Viduka    | 1      | 1999/2000                                   |

### Titelgewinne nach Verein
- Rang: Nennt die Platzierung des Vereins, die sich nach Anzahl der Titelträger richtet. Bei gleicher Anzahl wird alphabetisch nach dem Vereinsnamen sortiert.
- Verein: Nennt den Namen des Vereins.
- Anzahl: Nennt die Anzahl der Spielzeiten, in denen ein Akteur des Vereins Torschützenkönig wurde.
- Spielzeiten: Nennt die Spielzeiten, in denen ein Akteur des Vereins Torschützenkönig wurde.

| Rang | Verein          | Anzahl | Spielzeiten                                                                       |
| ---- | --------------- | ------ | --------------------------------------------------------------------------------- |
| 1.   | Celtic Glasgow  | 9      | 1998/99, 1999/2000, 2000/01, 2001/02, 2002/03, 2003/04, 2004/05, 2007/08, 2011/12 |
| 2.   | Glasgow Rangers | 5      | 2005/06, 2006/07, 2008/09, 2009/10, 2010/11                                       |
| 3.   | FC Motherwell   | 1      | 2012/13                                                                           |

### Titelgewinne nach Nationalität
- Rang: Nennt die Platzierung der Nation, die sich nach Anzahl der Titelträger richtet. Bei gleicher Anzahl wird alphabetisch sortiert.
- Nation: Nennt die Nation.
- Anzahl: Nennt die Anzahl der Spielzeiten, in denen ein Akteur der Nationalität Torschützenkönig wurde.
- Spielzeiten: Nennt die Spielzeiten, in denen ein Akteur der Nationalität Torschützenkönig wurde.

| Rang | Nation     | Anzahl | Spielzeiten                                 |
| ---- | ---------- | ------ | ------------------------------------------- |
| 1.   | Schottland | 5      | 2005/06, 2006/07, 2008/09, 2009/10, 2010/11 |
|      | Schweden   | 5      | 1998/99, 2000/01, 2001/02, 2002/03, 2003/04 |
| 3.   | Australien | 2      | 1999/2000, 2007/08                          |
|      | England    | 2      | 2011/2012, 2012/13                          |
|      | Irland     | 1      | 2004/05                                     |